# جان پدستا
جان دیوید پدستا جونیور (زاده ۸ ژانویه ۱۹۴۹) مشاور سیاسی آمریکایی است که از سپتامبر ۲۰۲۲ به عنوان مشاور ارشد رئیس‌جمهور برای نوآوری و پیاده‌سازی انرژی پاک فعالیت کرده‌است. پدستا پیش از این از سال ۱۹۹۸ تا ۲۰۰۱ به عنوان رئیس دفتر کاخ سفید رئیس‌جمهور بیل کلینتون و از سال ۲۰۱۴ تا ۲۰۱۵ مشاور باراک اوباما رئیس‌جمهور آمریکا فعالیت کرده‌است. او پیش از آن در دولت کلینتون به عنوان دبیر کارکنان کاخ سفید از سال ۱۹۹۳ تا ۱۹۹۵ و معاون رئیس ستاد عملیاتی کاخ سفید از سال ۱۹۹۷ تا ۱۹۹۸ فعالیت کرد.
او رئیس سابق، و اکنون رئیس هیئت مدیره و مشاور مرکز ترقی آمریکایی (CAP)، از اندیشکده‌های واشینگتن دی سی، و همچنین استاد مدعو حقوق در مرکز حقوق دانشگاه جورج تاون و رئیس کمپین  انتخاباتی ریاست جمهوری ۲۰۱۶ هیلاری کلینتون است. علاوه بر این، او رئیس مشترک پروژه انتقال ریاست جمهوری اوباما-بایدن بود.
پدستا در نقش فعلی خود به عنوان مشاور ارشد رئیس‌جمهور بایدن، بر پرداخت ۳۷۰ تا ۷۸۳ میلیارد دلار اعتبار مالیاتی برای انرژی پاک و مشوق‌هایی که مجوز آن توسط قانون کاهش تورم ۲۰۲۲ صادر شده نظارت می‌کند.